# Eger vasútállomás
Eger vasútállomás egy Heves vármegyei fejállomás, Eger településen, a MÁV üzemeltetésében. Közúti megközelítését a 25-ös főútból, annak 13. kilométere közelében kiágazó, mintegy 270 méteres hosszúságú 25 301-es számú mellékút (az egri Vasút utca) biztosítja.

## Vasútvonalak
Az állomást az alábbi vasútvonalak érintik:
- Füzesabony–Putnok-vasútvonal

## Kapcsolódó állomások
A vasútállomáshoz az alábbi állomások vannak a legközelebb:
- Andornaktálya megállóhely (Füzesabony vasútállomás, Füzesabony–Putnok-vasútvonal)
- Egervár megállóhely (Füzesabony–Putnok-vasútvonal)

## Megközelítés helyi tömegközlekedéssel
- Közvetlenül az állomás elől: 3410
- Az Állomás út elejéről: 11, 12, 13, 14, 14E, 112, 113, 3414

## Forgalom
| Járat            | Útvonal | Gyakoriság                     |
| ---------------- | --- | ------------------------------ |
| személyvonat     | Hatvan – Vámosgyörk – Adács – Karácsond – Ludas – Nagyút – Kál-Kápolna – Füzesabony (→ Maklár → Andornaktálya → Eger)                                                                  | Napi 1 Eger felé               |
| személyvonat     | Füzesabony – Maklár – Andornaktálya – Eger | 2 óránként                     |
| személyvonat     | Eger – Egervár – Eger-Felnémet – Almár – Szarvaskő – Mónosbél – Bélapátfalva – Bélapátfalvi Cementgyár – Szilvásvárad-Szalajkavölgy – Szilvásvárad                                     | Napi 2 pár (nyáron napi 4 pár) |
| Agria InterRégió | Budapest-Keleti – Gödöllő – Máriabesnyő – Bag – Aszód – Tura – Hatvan – Vámosgyörk – (Adács – Karácsond – Ludas – Nagyút –) Kál-Kápolna – Füzesabony – Maklár – (Andornaktálya →) Eger | Óránként                       |